# Liste der Biografien/Casp
Liste der Biografien |
Portal Biografien |
Personensuche
# |
A |
B |
C |
D |
E |
F |
G |
H |
I |
J |
K |
L |
M |
N |
O |
P |
Q |
R |
S |
T |
U |
V |
W |
X |
Y |
Z |
?
 
Ca |
Cb |
Cc |
Ce |
Ch |
Ci |
Cj |
Ck |
Cl |
Cm |
Cn |
Co |
Cr |
Cs |
Ct |
Cu |
Cv |
Cw |
Cy |
Cz
 
Caa–Cag |
Cah |
Cai |
Caj |
Cak |
Cal |
Cam |
Can |
Cao–Cap |
Caq |
Car |
Cas |
Cat–Caz
 
Casa |
Casc |
Casd |
Case |
Casg |
Cash |
Casi |
Cask |
Casl |
Casm |
Casn |
Caso |
Casp |
Casq |
Casr |
Cass |
Cast |
Casu |
Casw |
Casz
Die Liste der Biografien führt alle Personen auf, die in der deutschsprachigen Wikipedia einen Artikel haben. Dieses ist eine Teilliste mit 139 Einträgen von Personen, deren Namen mit den Buchstaben „Casp“ beginnt.

## Casp

### Caspa
- Caspa (* 1982), britischer DJ
- Caspar von Eickstedt, Geistlicher im Bistum Cammin
- Caspar, Annette (1916–2008), deutsche Malerin, Grafikerin, Wandgestalterin und Keramikerin
- Caspar, Bernhard (1844–1918), Bankier und Aufsichtsratsvorsitzender großer Firmen, Stiftungsgründer
- Caspar, Cathrin, deutsche Fernsehjournalistin, Regisseurin und Produzentin
- Caspar, Christoph (1614–1666), Handelsmann, Feldherr, Bürgermeister von Tübingen, Landschaftsabgeordneter, Mitglied des Engeren Ausschuss der Landschaft und Landschaftseinnehmer
- Caspar, Donald (1927–2021), US-amerikanischer Biophysiker und Kristallograph
- Caspar, Eric P. (* 1941), Schweizer Schauspieler und Theater-Regisseur
- Caspar, Erich (1879–1956), deutscher Zimmerer und Politiker (SPD)
- Caspar, Erich (1879–1935), deutscher Historiker
- Caspar, Franz (1669–1728), bürgerlicher und (seit 1724) kaiserlicher Hof-Bildhauer
- Caspar, Franz (1916–1977), Schweizer Schriftsteller und Ethnologe
- Caspar, Franz (* 1953), Schweizer Hochschullehrer in Psychologie und Psychiatrie
- Caspar, Franz Erich (1849–1927), deutscher Jurist und Verwaltungsbeamter
- Caspar, Franz Xaver von († 1854), deutscher Schriftsteller
- Caspar, Günter (1924–1999), deutscher Journalist, Cheflektor des Aufbau Verlages
- Caspar, Helmut (1921–1980), deutscher Politiker (SPD), MdL
- Caspar, Horst (1913–1952), deutscher Bühnen- und FilmschauspielerHorst Caspar (1913–1952)

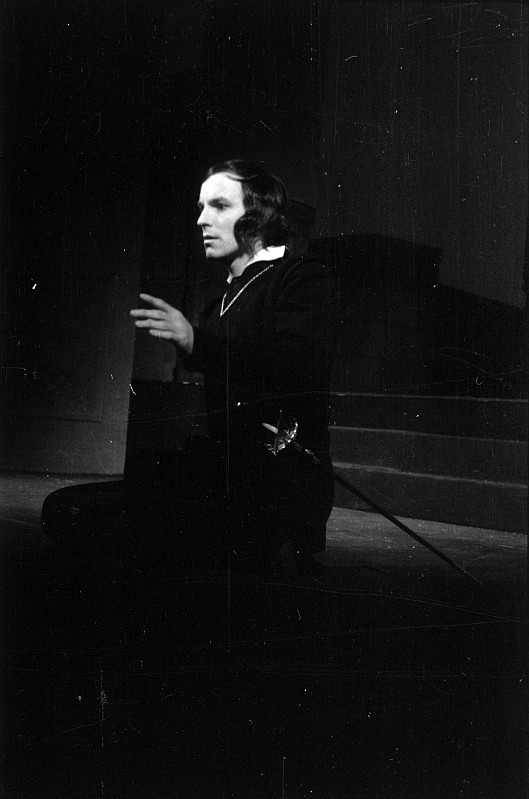
Horst Caspar (1913–1952)

- Caspar, Johann Nepomuk von (1774–1858), Bürgermeister der Stadt Augsburg
- Caspar, Johannes (* 1962), deutscher Datenschutzbeauftragter
- Caspar, Joseph (1799–1880), Schweizer Maler und Kupferstecher
- Caspar, Juliane (* 1970), deutsche Gastronomiejournalistin
- Caspar, Julius (1823–1863), deutscher Theaterschauspieler
- Caspar, Julius Heiman (1801–1863), deutscher Mediziner
- Caspar, Karl (1879–1956), deutscher Maler und Hochschullehrer
- Caspar, Karl (1883–1954), deutscher Pilot, Flugzeugbauunternehmer und Jurist
- Caspar, Louis (1841–1917), französischer römisch-katholischer Ordensgeistlicher, Apostolischer Vikar von Nord-Cochin
- Caspar, Max (1880–1956), deutscher Astronomiehistoriker
- Caspar, Michaela (* 1960), deutsche Schauspielerin, Performerin und Regisseurin
- Caspar, Roman (* 1986), Schweizer Handballspieler
- Caspar, Sebastian (* 1977), deutscher Autor und Musiker
- Caspar, Stephanie (* 1973), deutsche Managerin
- Caspar, Ulrich (* 1956), deutscher Politiker (CDU), MdL
- Caspar-Filser, Maria (1878–1968), deutsche MalerinMaria Caspar-Filser (1878–1968)

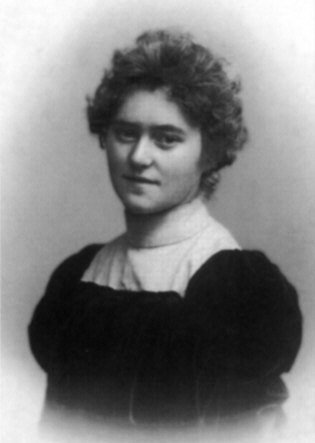
Maria Caspar-Filser (1878–1968)

- Caspar-Hutter, Elisabeth (* 1949), Schweizer Politikerin (SP)
- Caspari, Adolph Gustav (1805–1874), deutscher Lehrer und Autor
- Caspari, Anna (1900–1941), deutsche Kunsthändlerin
- Caspari, Carl Paul (1814–1892), protestantischer Theologe
- Caspari, Caroline (1808–1875), deutsche Konzertsängerin (Alt), Gesangspädagogin und Dichterin
- Caspari, Claus (1911–1980), deutscher Illustrator und Aquarellmaler
- Caspari, Édouard (1840–1918), französischer Marineingenieur und Astronom
- Caspari, Ernst Wolfgang (1909–1988), deutsch-amerikanischer Zoologe und Genetiker
- Caspari, Fritz (1883–1964), deutscher Chemiker, Metallurg und Sachbuchautor zum Thema Gartenbau
- Caspari, Fritz (1914–2010), deutscher Historiker und Botschafter
- Caspari, Georg (1683–1743), deutsch-baltischer lutherischer Theologe
- Caspari, Georg Sigismund (1693–1741), deutscher Orgelbauer
- Caspari, Gertrud (1873–1948), deutsche Kinderbuch-IllustratorinGertrud Caspari (1873–1948)

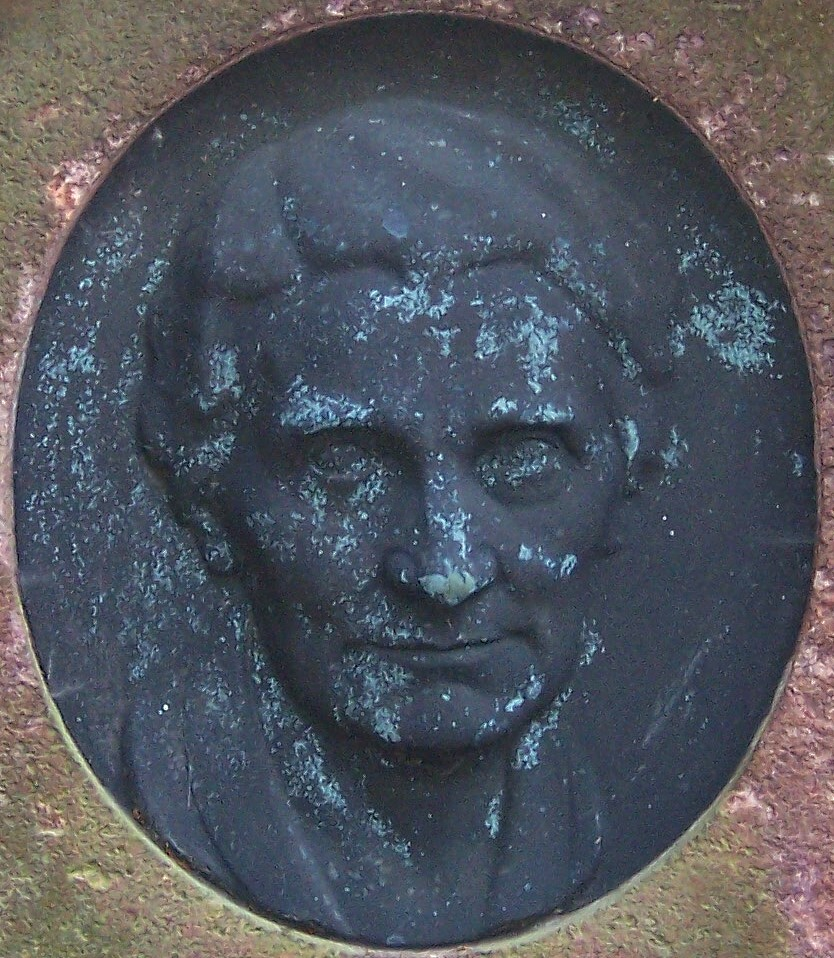
Gertrud Caspari (1873–1948)

- Caspari, Gottlob Wilhelm (1776–1850), deutscher evangelischer Theologe
- Caspari, Hedwig (1882–1922), deutsche Schriftstellerin
- Caspari, Heinrich (1805–1880), Oberbürgermeister der Stadt Braunschweig
- Caspari, Hubert (1926–2004), deutscher Architekt
- Caspari, Johann (1888–1984), deutsch-amerikanischer Politiker und Hochschullehrer
- Caspari, Judith (* 1994), deutsche Musicaldarstellerin
- Caspari, Karl Heinrich (1815–1861), deutscher evangelischer Geistlicher, Theologe und Schriftsteller
- Caspari, Manfred (1925–2010), deutscher Volkswirtschaftler
- Caspari, Otto (1841–1917), deutscher Philosoph und Historiker
- Caspari, Volker (* 1953), deutscher Wirtschaftswissenschaftler, Professor für Volkswirtschaftslehre
- Caspari, Walter (1847–1923), deutscher lutherischer Geistlicher und Theologe
- Caspari, Walter (1877–1962), deutscher Offizier, Freikorpskommandeur bei der Niederschlagung der Bremer Räterepublik und Polizeichef in Bremen
- Caspari, Walther (1869–1913), deutscher Maler, Grafiker, Illustrator und Karikaturist
- Caspari, Wilhelm (1872–1944), deutscher Mediziner, Krebsforscher
- Caspari, Wilhelm (1874–1936), deutscher Jurist und Berliner Lokalpolitiker
- Caspari, Wilhelm (1876–1947), deutscher Theologe
- Casparides, Ignaz Jakob Florian (1700–1773), österreichischer Orgelbauer
- Casparides, Johann Georg Wenzel († 1735), österreichischer Orgelbauer
- Casparij, Kerstin (* 2000), niederländische FußballspielerinKerstin Casparij (* 2000)

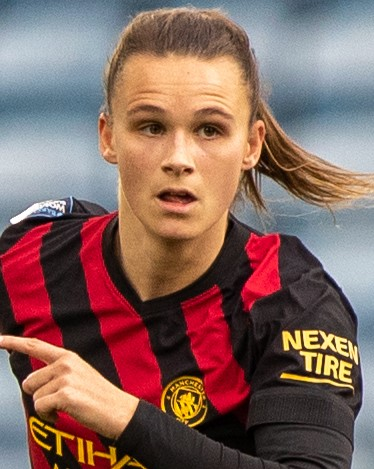
Kerstin Casparij (* 2000)

- Casparini, Adam Gottlob (1715–1788), deutscher Orgelbauer
- Casparini, Adam Horatio (1676–1745), deutscher Orgelbauer in Breslau
- Casparini, Eugenio (1623–1706), deutscher Orgelbauer in Italien, Südtirol und Schlesien
- Casparis, Johann Anton (1854–1909), Schweizer Jurist und Nationalrat
- Casparis, Johann Anton der Ältere (1808–1877), Schweizer Jurist und Politiker
- Casparius, Hans (1900–1986), deutscher Fotograf, Stummfilmschauspieler und Standfotograf beim Film
- Caspars zu Weiss, Johann Hermann Joseph von (1744–1822), deutscher General- und Kapitularvikar des Erzbistums Köln
- Caspars, Johann Theodor (1620–1691), deutscher Jurist und Gesandter bei den Westfälischen Friedensverhandlungen
- Casparson, Johann Wilhelm Christian Gustav (1729–1802), deutscher Schriftsteller, Historiker und Hochschullehrer
- Casparsson, Peter (* 1975), schwedischer Eishockeyspieler
- Caspart, Wolfgang (* 1946), österreichischer Philosoph und Politikwissenschaftler
- Caspary, Alexander (* 1961), deutscher Fußballspieler
- Caspary, Angela, deutsche Eiskunstläuferin
- Caspary, Anja (* 1964), deutsche RadiojournalistinAnja Caspary (* 1964)

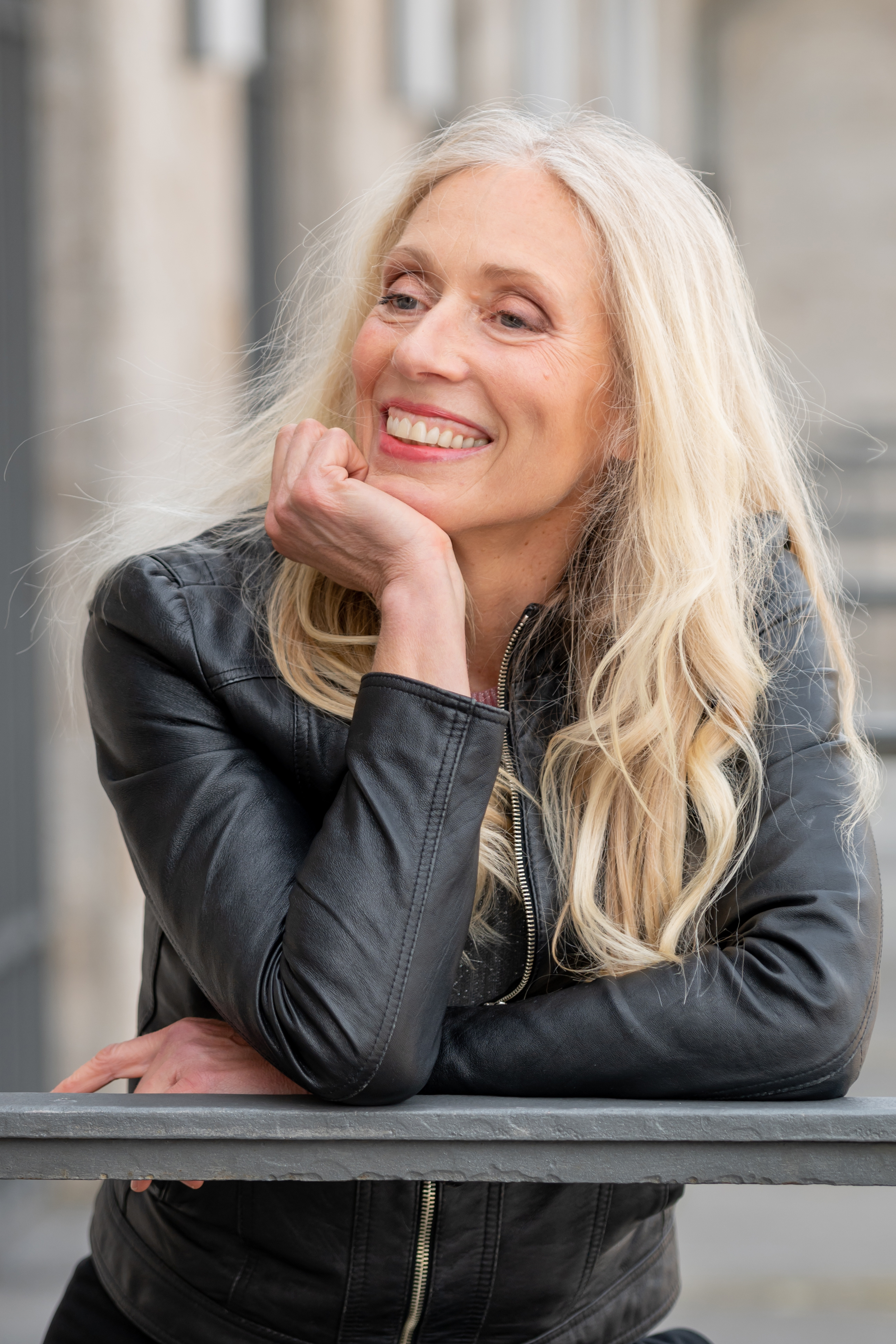
Anja Caspary (* 1964)

- Caspary, Carl (1898–1977), deutscher SA-Führer
- Caspary, Daniel (* 1976), deutscher Politiker (CDU), MdEP
- Caspary, Ferdinand (1853–1901), deutscher Mathematiker
- Caspary, Friedrich (1901–1978), deutscher Politiker (SPD), MdL
- Caspary, Gerard (1929–2008), US-amerikanischer Historiker deutscher Herkunft
- Caspary, Helmut (1927–1985), deutscher Maler
- Caspary, Johann Ferdinand (1808–1889), preußischer Generalmajor
- Caspary, Marlies, deutsche Badmintonspielerin
- Caspary, Ralf (1937–2000), deutscher Badmintonspieler
- Caspary, Robert (1818–1887), deutscher Botaniker
- Caspary, Roland A. (1931–2013), deutscher Filmpolitiker und Vorstand der Filmförderungsanstalt (FFA)
- Caspary, Tina (* 1970), US-amerikanische Schauspielerin, Choreografin und Tänzerin
- Caspary, Vera (1899–1987), US-amerikanische Schriftstellerin (Romane, Theaterstücke, Kurzgeschichten) und Drehbuchautorin
- Caspary, Wilhelm (* 1937), deutscher Geodät
- Caspary, Wolfgang (1940–2015), deutscher Mediziner

### Caspe
- Caspel, Johann Georg van (1870–1928), niederländischer Architekt, Maler und Plakatkünstler
- Casper (* 1982), deutscher MusikerCasper (* 1982)

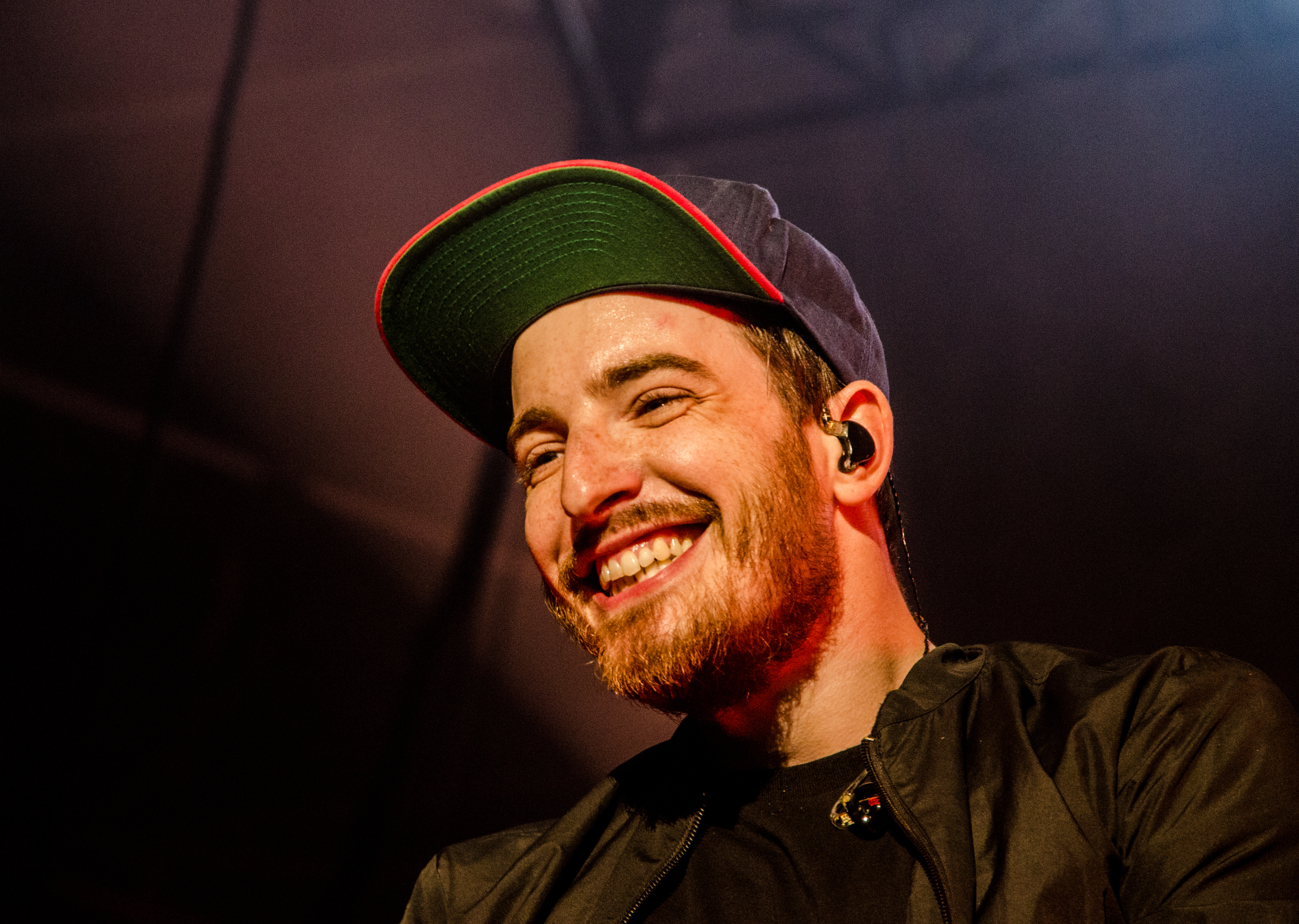
Casper (* 1982)

- Casper II. (* 422), Herrscher der Maya-Stadt Palenque
- Casper, Bernhard (1931–2022), deutscher römisch-katholischer Theologe und Hochschullehrer
- Casper, Billy (1931–2015), US-amerikanischer Golfer
- Casper, Carla (1945–2023), US-amerikanische Curlerin
- Casper, Dave (* 1951), US-amerikanischer American-Football-Spieler
- Casper, Gerhard (* 1937), US-amerikanischer Jurist
- Casper, Jimmy (* 1978), französischer Radrennfahrer
- Casper, Joachim (* 1959), deutscher Eishockeyspieler
- Casper, Johann Ludwig (1796–1864), deutscher Rechtsmediziner
- Casper, John (* 1943), US-amerikanischer Astronaut
- Casper, Josef (1906–1951), österreichischer römisch-katholischer Theologe, Philosoph, Orientalist und Ostkirchenexperte
- Casper, Karl (1893–1970), deutscher Generalleutnant im Zweiten Weltkrieg
- Casper, Leopold (1859–1959), deutscher Mediziner
- Casper, Matthias (* 1965), deutscher Ökonom, Jurist und Hochschullehrer
- Casper, Mirko (* 1982), deutscher Fußballspieler
- Casper, Roland (* 1966), deutscher Musiker, DJ und Labelbetreiber
- Casper, Siegfried Jost (1929–2021), deutscher Biologe und Limnologe
- Casper, Sigrun (* 1939), deutsche Schriftstellerin und Lyrikerin
- Casper, Till (* 1938), deutscher Unternehmer
- Casper, Wilhelm (1902–1999), deutscher Militärverwalter
- Casper-Hehne, Hiltraud (* 1957), deutsche Germanistin
- Caspers, Albert (1933–2015), deutscher Manager und Fußballfunktionär
- Caspers, Charlotte (* 1979), niederländische Künstlerin und RestauratorinCharlotte Caspers (* 1979)

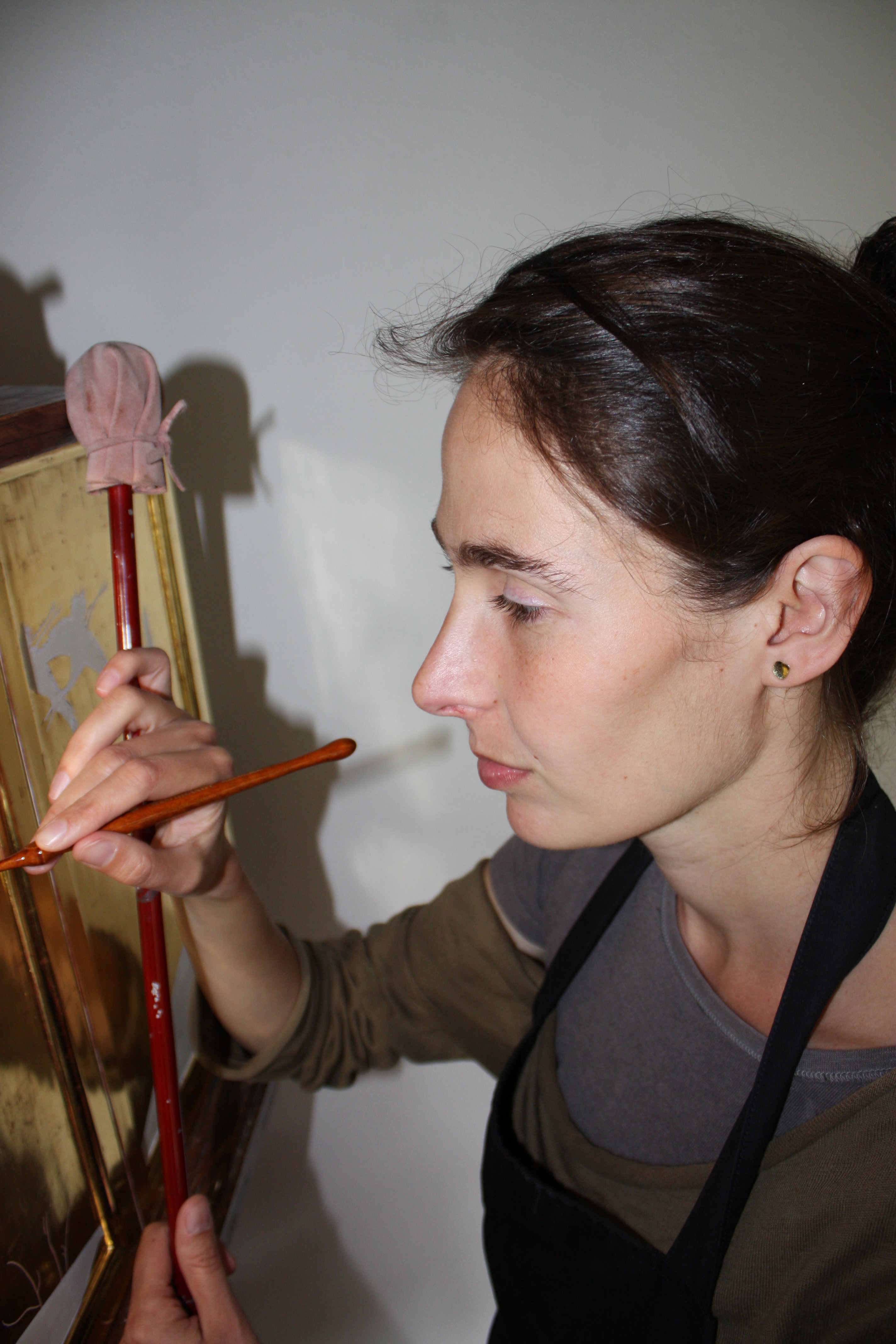
Charlotte Caspers (* 1979)

- Caspers, Dirk (* 1980), deutscher Fußballspieler
- Caspers, Fanny (1787–1835), deutsche Schauspielerin, Gouvernante und Gesellschafterin einer Fürstin
- Caspers, Friedrich (* 1951), deutscher Manager
- Caspers, Georg (* 1969), deutscher Rechtswissenschaftler
- Caspers, Heinz (1921–2005), deutscher Neurophysiologe und experimenteller Epileptologe
- Caspers, Jacob Philipp (1812–1883), deutscher Kaufmann und Politiker
- Caspers, Jakob (1851–1933), deutscher Landwirt, Genossenschaftler und Landesökonomierat
- Caspers, Johannes (1910–1986), deutscher Politiker (CDU), MdB
- Caspers, Karl von (1776–1843), bayerischer Generalmajor
- Caspers, Lisei (* 1983), deutsche Filmregisseurin und Drehbuchautorin
- Caspers, Lutz (* 1943), deutscher Hammerwerfer
- Caspers, Markus (* 1960), deutscher Gestalter, Autor und Hochschullehrer
- Caspers, Ralph (* 1972), deutscher Fernsehmoderator und AutorRalph Caspers (* 1972)

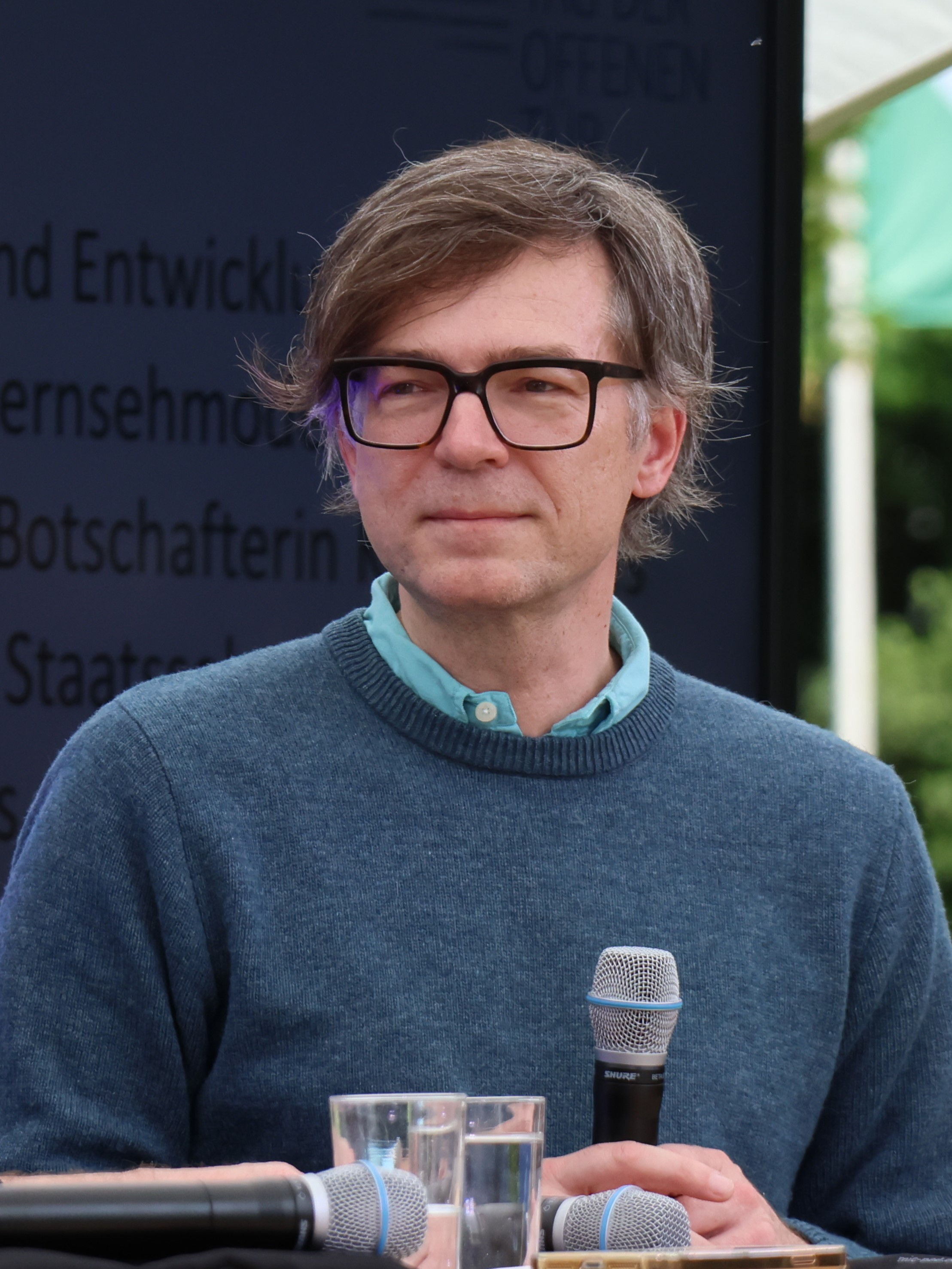
Ralph Caspers (* 1972)

- Caspers, Svenja (* 1982), deutsche Medizinerin und Hochschullehrerin
- Caspers-Merk, Marion (* 1955), deutsche Politikerin (SPD), MdB
- Caspersen, Robert (* 1971), norwegischer Kletterer und Bergsteiger
- Caspersson, Torbjörn (1910–1997), schwedischer Zellbiologe und Genetiker

### Caspi
- Caspi, Matti (* 1949), israelischer Liedermacher und Komponist
- Caspian, Hanna (* 1964), deutsche Schriftstellerin